# Пуленат
Пуленат је врста ветра на Јадрану. Дува са запада, најчешће је врло редак. Може достићи олујне јачине и тада ствара проблеме на мору. У перидоду када дува маестрал, може да се догоди да у сумрак пређе у пуленат и да дува са запада. 